# Heliotropium steudneri
Heliotropium steudneri är en strävbladig växtart. Heliotropium steudneri ingår i Heliotropsläktet som ingår i familjen strävbladiga växter.

## Underarter
Arten delas in i följande underarter:
- H. s. bullatum
- H. s. steudneri
- H. s. iringensis